# Prom at the Palace
Prom at the Palace war ein klassisches Konzert, das am 1. Juni 2002 anlässlich des goldenen Thronjubiläums (Golden Jubilee) von Elisabeth II. stattfand. Austragungsort war der Garten des Buckingham Palace in London. Das Konzert bildete den Auftakt zum Golden Jubilee Weekend, den Hauptfeierlichkeiten des Jubiläums. Der Name erinnert an die Sommerkonzertreihe The Proms in der Royal Albert Hall.
Das zweistündige Konzert fand in Anwesenheit der Königsfamilie vor 12.000 Zuschauern statt, die unter zwei Millionen Interessierten ausgelost worden waren. Weitere 40.000 Zuschauer verfolgten das Konzert auf The Mall auf Großleinwänden, zusätzlich wurde es in über 40 Ländern im Fernsehen übertragen. Es war die erste Veranstaltung dieser Art, die auf dem Gelände des Buckingham Palace stattgefunden hatte. Der Mitschnitt des Konzerts wurde später auf CD veröffentlicht, die Fernsehbilder auf DVD.
Unter der Leitung des Dirigenten Andrew Davis spielten das BBC Symphony Orchestra und das Orchester der Royal Marines, begleitet vom BBC Symphony Chorus. Zu den Gastsängern gehörten Roberto Alagna, Thomas Allen, Angela Gheorghiu und Kiri Te Kanawa. Als Cello-Solist trat Mstislaw Rostropowitsch auf, während Roberto Bolle eine von Anthony Dowell choreografierte Tanzdarbietung zeigte. Gespielt wurden Werke von Giuseppe Verdi, Giacomo Puccini, Felix Mendelssohn Bartholdy, Gioachino Rossini, Peter Tschaikowski, George Gershwin, Georges Bizet, Edward Elgar und Georg Friedrich Händel.
Zwei Tage später, am 3. Juni, fand ebenfalls am selben Ort die Party at the Palace statt, ein Pop- und Rock-Konzert. Anlässlich des diamentenen Thronjubiläums zehn Jahre später gab es auf dem Platz vor dem Buckingham Palace erneut ein Konzert, das Diamond Jubilee Concert.